# Cäcilie von Dierzer
Cäcilie von Dierzer, död 1896, var en österrikisk entreprenör. 
Hon föddes den 31 juli 1808 i Oberneukirchen i Mühlviertel. Hennes far var linnevävare och hantverkare och involverade Cäcilie i hans verksamhet från tidig ålder, varför hon bland annat utbildade sig i bokföring. 1828 gifte hon sig med Linz linne- och ylletillverkare Josef Dierzer och introducerades till hans familjs företag. 
Cäcilie Dierzer var aktivt involverad i ledningen av företaget. Hon kunde dra nytta av sin familjebakgrund och sin utbildning. Medan hennes man ägnade sig åt planerna och koncepten var det Cäcilies uppgift att beräkna projekten, kontrollera kostnadsuppskattningar och den praktiska genomförbarheten och lönsamheten i hans planer. Under makens tjänsteresor tog hon även över ledningen av företaget.
Efter makens död 1857 tog hon själv över ledningen av företaget, eftersom ingen av hennes söner var redo att ta över. Först 1866 överlät hon verksamheten till sina söner och ägnade sig sedan åt välfärden. Inom välfärdssektorn framträdde hon som grundare av barnsjukhus och många andra välgörenhetsinstitutioner.
1879 fick hon "Högsta kejserliga utmärkelsen" för sina tjänster och 1882 var hon den första kvinnan i Österrike som tilldelades "Gyllene förtjänstkorset med kronan" av kejsaren.